# Moya Brennan
Moya Brennan, pe numele real Máire Ní Bhraonáin, (n. 4 august 1952, Gweedore⁠(d), Ulster, Irlanda) este o cântăreață, compozitoare și instrumentistă irlandeză.